# Kilifarevo
Kilifarevo (búlgaro:Килифарево) é uma cidade da Bulgária, localizada no distrito de Veliko Tarnovo. A sua população era de 2,322 habitantes segundo o censo de 2010.

## População
| Kilifarevo | Kilifarevo | Kilifarevo | Kilifarevo | Kilifarevo | Kilifarevo | Kilifarevo | Kilifarevo | Kilifarevo | Kilifarevo | Kilifarevo | Kilifarevo | Kilifarevo | Kilifarevo | Kilifarevo | Kilifarevo | Kilifarevo | Kilifarevo | Kilifarevo | Kilifarevo |
| --- | ---------- | ---------- | ---------- | ---------- | ---------- | ---------- | ---------- | ---------- | ---------- | ---------- | ---------- | ---------- | ---------- | ---------- | ---------- | ---------- | ---------- | ---------- | ---------- |
| Ano | 1887       | 1910       | 1934       | 1946       | 1956       | 1965       | 1975       | 1985       | 1992       | 2001       | 2002       | 2003       | 2004       | 2005       | 2006       | 2007       | 2008       | 2009       | 2010       |
| População |            |            |            | …          | …          | …          | 2,853      | 2,978      | 2,840      | 2,556      | 2,565      | 2,515      | 2,463      | 2,417      | 2,397      | 2,343      | 2,341      | 2,326      | 2,322      |
| Fontes: Instituto Nacional de Estatísticas, „citypopulation.de“, „pop-stat.mashke.org“, Bulgarian Academy of Sciences |            |            |            |            |            |            |            |            |            |            |            |            |            |            |            |            |            |            |            |